# Tavrija
A Tavrija (ukránul: Таврія ) az ukrán Zaporizzsjai Autógyár (ZAZ) gépkocsi márkája. A ZAZ a Zaporozsec gépkocsik utódaként fejlesztette ki. Az alapváltozaton kívül Tavrija Szlavuta és Tavrija Dana néven szedán és kombi változatait is kialakították. A Tavrija elterjedt gépkocsi Ukrajnában és még néhány szovjet utódállamban. Magyarországra is érkezett a típusból néhány példány a 80-as évek végétől a 90-es évek közepéig, azonban nem volt igazán elterjedt, mivel még alacsony ára ellenére is rossz minőségű és korszerűtlen modellnek számított.

## Története
A Szovjetunióban az 1960-as évek második felében kezdődött el az elsőkerékhajtású személygépkocsik fejlesztése. E folyamat részekét az 1970-es évek elején kezdődött Volodimir Sztesenko főkonstruktőr irányításával a Zaporizzsjai Autógyárban (ZAZ) is egy elsőkerék hajtású, nagy sorozatban gyártható autó olcsó kisautó fejlesztése. Már a koncepció alapjainak kidolgozása során egy egész autócsalád kialakítására törekedtek, beleértve a négykerék hajtású változatot, és különféle speciális felépítmény változatokat (pl. kisteherszállító). Az első, Perszpektyiva névre keresztelt prototípus 1970-ben készült el. Ezt a járművet 1972–1973-ban tesztelték. 1973-ban egy új prototípust terveztek, amelynél figyelembe vették az előző prototípussal szerzett tapasztalatokat, és a VAZ–2101 személygépkocsi több részegységét is felhasználták. 1974-ben módosították a prototípus külső megjelenését. 1975-ben alakult ki a végleges terv, amelyen a VAZ–1101 tervezőcsoportjával együtt dolgoztak. Végül ez a típus sem került sorozatgyártásba.

## Modellváltozatok

### ZAZ–1102 Tavrija

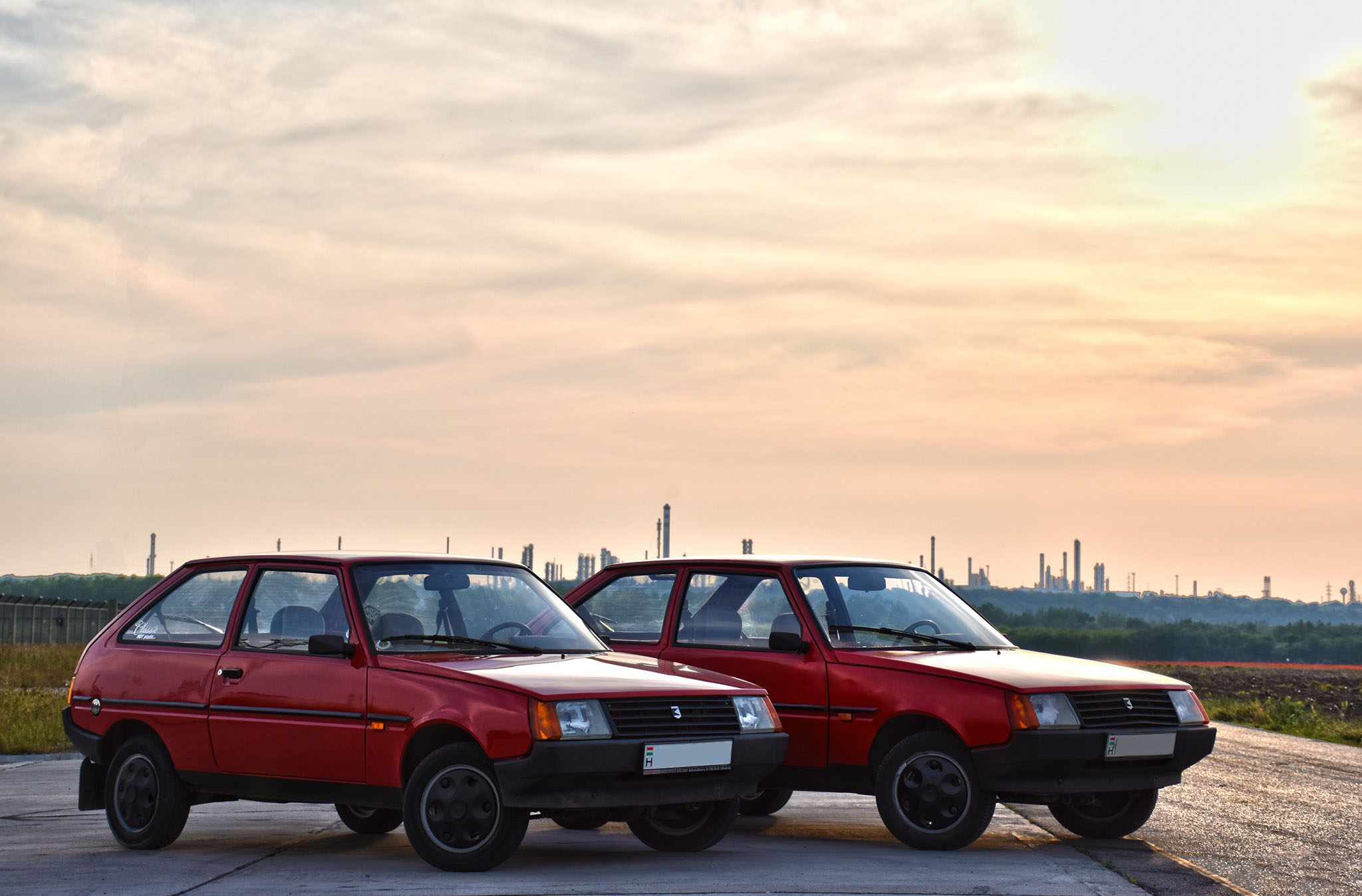
A legismertebb modell, a ZAZ–1102 Tavrija

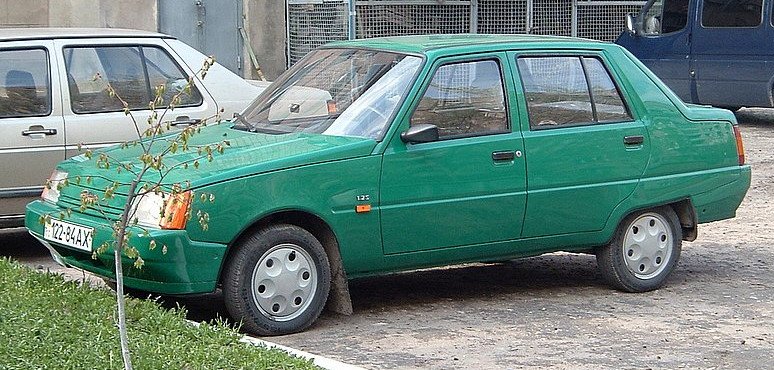
A négyajtós ZAZ–1103 Tavrija Szlavuta

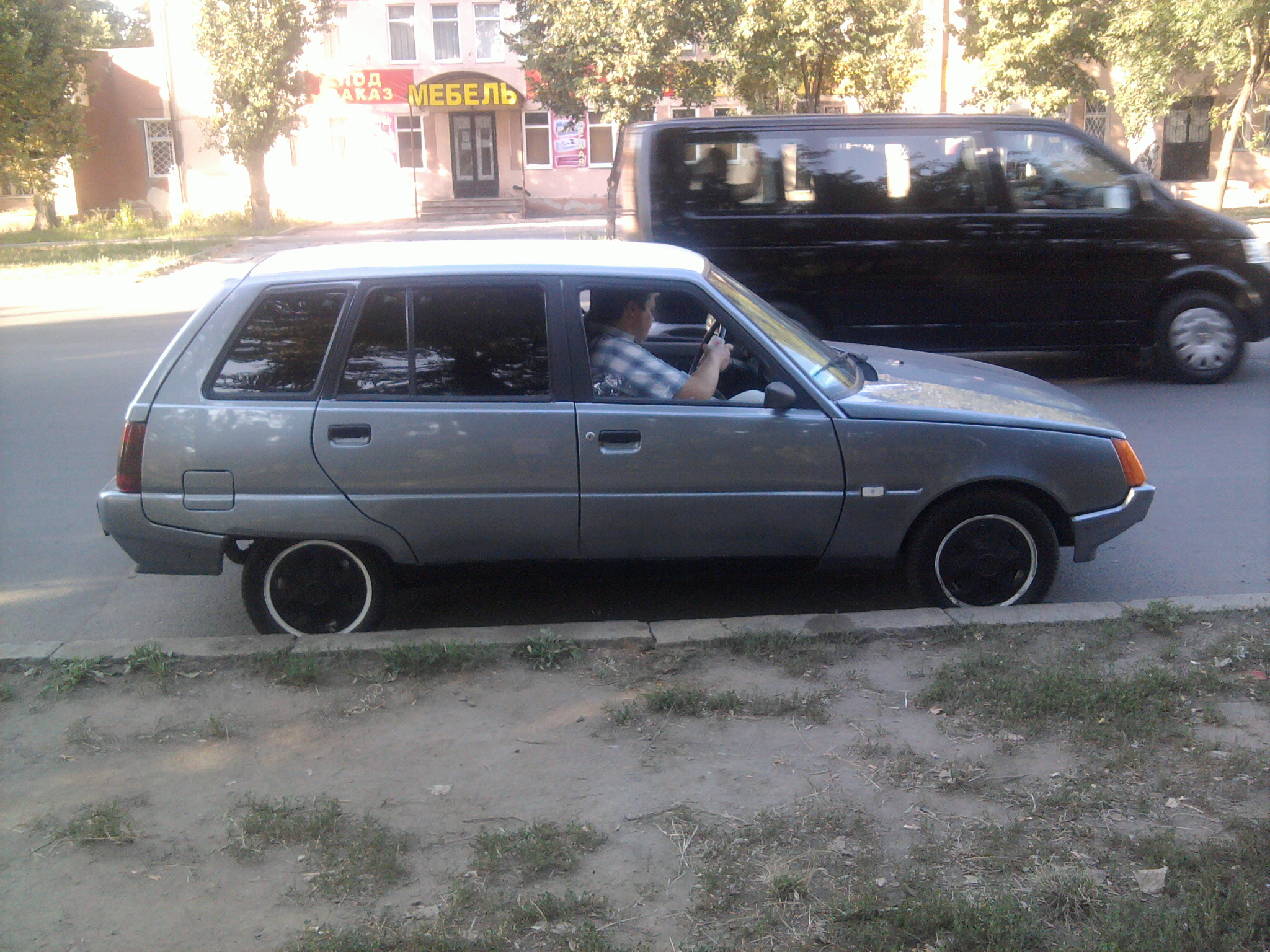
Az ötajtós ZAZ–1105 Dana

Az első Tavrija, a háromajtós, kompakt kivitelű ZAZ–1102 volt, amelyet 1987-től gyártottak, később megjelent az 5-ajtós hatchback kivitelű változata is. Elől független McPherson-rendszerű mellső felfüggesztéssel, hátul torziós rugós felfüggesztéssel rendelkezik. Szintén jelentős előrelépés volt a Zaporozsecek léghűtéses V4-es motorjához képest a Melitopoli Motorgyár által készített és a Tavrijába beépített MeMZ–245 négyhengeres folyadékhűtésű benzinmotor, amely 1091 cm³ hengerűrtartalmú és 51 LE teljesítményt ad le. A ZAZ–1102-höz 1989 óta használják a Tavrija márkanevet, amely a Krím görög nevének (Taurik vagy Taurisz) ukrán változatából (Тавріка) ered. A későbbi Tavriják már nagyobb motorválasztékkal készülnek, így például gyártották a MeMZ–307 űzemanyag-befecskendezéses motorral is. Az 1998-as ZAZ–Daewoo házasság jelentős minőségi fejlődést hozott a Tavriják számára. A Daewoo részvételével modernizált ZAZ–1102-t rövid ideig Tavrija-Nova néven gyártották.

### ZAZ–1103 Tavrija Szlavuta
1999-től gyártják a négyajtós, szedán kivitelű ZAZ–1103 gépkocsit Tavrija Szlavuta néven. A típus kizárólag Ukrajnában és néhány volt szovjet utódállamban fordul elő. Az alapváltozathoz képest több kényelmi funkcióval és tágasabb csomagtérrel rendelkezik.

### ZAZ–1105 Tavrija Dana
Az 5-ajtós kombi változatú ZAZ–1105-t Tavrija Dana néven 1991-től gyártotta a ZAZ 1999-ig. Az alapváltozathoz képest keveset gyártottak belőle, viszonylag ritka járműnek számít még Ukrajnában is.

### Egyéb változatai
A Tavrija néhány speciális változatát is kialakították. A ZAZ–110557 zárt kisteherszállító a ZAZ–1105-ön alapul, a ZAZ–110267 nyitott platós kisteherszállítót pedig a ZAZ–1102 bázisán alakították ki.